# Ponta Pora Intl
Ponta Pora Intl är en flygplats i Brasilien.   Den ligger i kommunen Ponta Porã och delstaten Mato Grosso do Sul, i den södra delen av landet, 1 100 km sydväst om huvudstaden Brasília. Ponta Pora Intl ligger 657 meter över havet.
Terrängen runt Ponta Pora Intl är platt åt nordost, men åt sydväst är den kuperad. Ponta Pora Intl ligger uppe på en höjd. Närmaste större samhälle är Ponta Porã, 2,8 km nordväst om Ponta Pora Intl.
Omgivningarna runt Ponta Pora Intl är huvudsakligen savann. Runt Ponta Pora Intl är det glesbefolkat, med 20 invånare per kvadratkilometer.